# Serena Lake

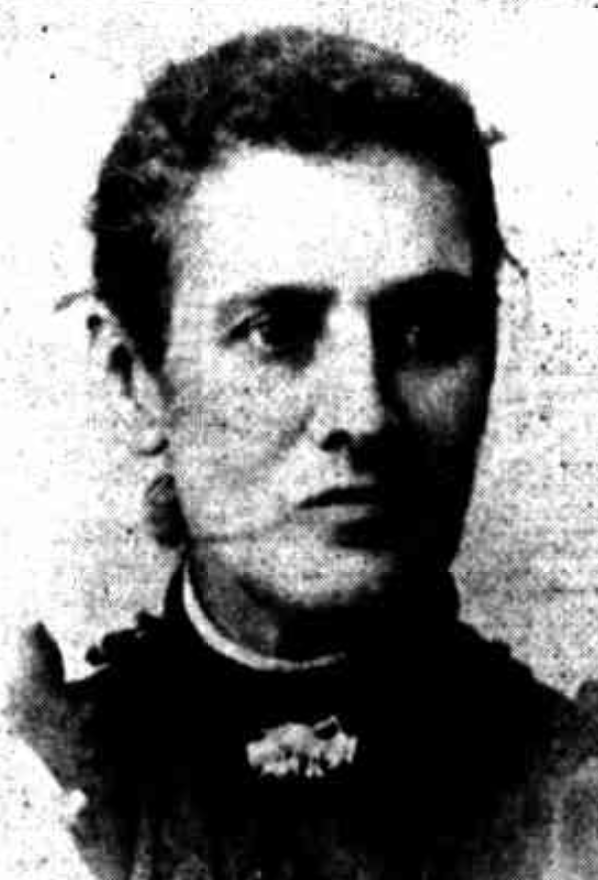
Serena Lake (undatiert)

Serena Lake (* 28. Oktober 1842 in Shebbear, Devon, England als Serena Thorne; † 9. Juli 1902 in Adelaide, South Australia) war eine australische Evangelistin der methodistischen Bible Christian Church, die auch als Suffragette und Abstinenzbefürworterin in Erscheinung trat.

## Leben
Serena Thorne wurde im Oktober 1842 im englischen Dorf Shebbear geboren, der Heimat der Bible Christian Church, einer evangelikal ausgerichteten Denomination der methodistischen und wesleyanischen Kirchen. Ihr Vater Samuel Ley Thorne war ein ehemaliger Bauer und späterer Verleger und Herausgeber religiöser Literatur, ihre Mutter Mary war selbst Predigerin der Bible Christian Church und die Tochter des Gründers jener Kirche, William O’Bryan. Als 17-Jährige begann Serena selbst für die Bible Christian Church zu predigen und zu missionieren und war ab 1861 für die Bible-Christian-Church-Bezirke von Devon und Cornwall zuständig. 1865 wanderte sie gemeinsam mit einem Bruder in die damals britische Kolonie Queensland aus, wo sie zunächst in den Kreisen der Primitive Methodists wirkte, ehe sie eine eigene Gemeinde der Bible Christian Church aufbaute. 1867 wechselte Thorne nach Melbourne und reiste fortan als Predigerin durch die Kolonie Victoria, ab 1870 war sie auf Anregung des Juristen Samuel Way und anderer Anhänger ihrer Kirche in Adelaide aktiv. 1871 heiratete Serena im Haus von Samuel Way den Bible-Christian-Church-Pastor Octavius Lake unter der Bedingung, dass sie weiterhin als Predigerin aktiv sein könne, was damaligen Vorstellungen über die Rolle der Ehefrau widersprach. Das Ehepaar bekam sieben Kinder, von denen aber nur eine Tochter das Kindesalter überlebte.
Lakes Ehemann war für den Bezirk um die Stadt Auburn, einen nördlichen Vorort von Adelaide, zuständig. Serena assistierte ihrem Ehemann, predigte selbst in den Kirchen des Distriktes und baute Ende der 1870er auf der Yorke Peninsula zwei neue Gemeinden auf. Später lebte das Ehepaar in Kapunda und Gladstone. In den 1880er Jahren trat Lake verstärkt als Unterstützerin der Suffragettenbewegung und der Abstinenzbewegung in Erscheinung, was sie zusammen mit ihrem christlichen Glauben in ihrem Engagement für die australische Woman’s Christian Temperance Union (WCTU) vereinte. Für die vorrangig der Abstinenzbewegung zuzuordnende Bewegung baute sie dutzende neue Lokalgruppen auf, gleichzeitig sorgte sie dafür, dass sich die Organisation auch vermehrt im Kampf für das Frauenwahlrecht engagierte. 1891 ernannte die australische WCTU sie ehrenhalber zur Vize-Präsidentin auf Lebenszeit. Parallel war sie jedoch weiterhin auch als Predigerin bekannt; Anfang der 1890 widmete sie sich beispielsweise der Missionierung der städtischen Unterschicht. Lake starb im Sommer 1902 an einer Bauchfellentzündung in einem Krankenhaus in Adelaide, die sie in Folge eines operativen Eingriffs aufgrund einer Krebserkrankung erlitten hatte.